# Johannes Junius
Johannes Junius (* 1573 in Nieder-Weisel als Johannes Jung; † 6. August 1628 in Bamberg) war Bamberger Bürgermeister (1614, 1617, 1621, 1624–1627) und Ratsherr (1608–1613, 1615–1616, 1618–1620, 1622–1623) und ein Opfer der Hexenverfolgung in Bamberg. Der Fall von Junius hat besonders deshalb große Aufmerksamkeit gefunden, weil ein von ihm geschriebener Brief überliefert ist, eines der raren Zeugnisse von der Hand eines Opfers der Hexenverfolgung.

## Hexenprozess
Als ehemaliger Bürgermeister der Stadt Bamberg lebte Johannes Junius Anfang 1628 mit seiner Frau und seinen fünf Kindern zusammen. In Bamberg war die Hexenverfolgung besonders verbreitet. Insgesamt fielen ihr etwa tausend Menschen zum Opfer, fast ein Zehntel der damaligen Bevölkerung. Auch Junius’ Frau Helena war im Frühjahr 1628 besagt, hatte auf der Folter gestanden und war auf dem Scheiterhaufen verbrannt worden.
Er selbst wurde am 28. Juni 1628 unter der Regierung von Fürstbischof Johann Georg II. Fuchs von Dornheim verhaftet, nachdem der ebenfalls der Hexerei verdächtigte Kanzler des Fürstbischofs, Georg Haan, unter der Folter gezwungen wurde, Junius zu beschuldigen. Haan wurde am 14. Juli hingerichtet. Aus dem Gefängnis im Bamberger Drudenhaus schrieb Junius am 24. Juli 1628 einen verzweifelten Brief an seine Tochter Veronika, in dem er seine Unschuld beteuerte. Er war als Trudner  verurteilt und wartete  auf die Hinrichtung. Nach tagelanger Folter benannte Junius weitere angebliche Hexenmeister und Hexen. Am 6. August 1628 wurde er zum Tode verurteilt und wenig später hingerichtet.

### Geständnis
In seinem Geständnis unter Folter sagte Junius, dass er 1624, als er in finanziellen Schwierigkeiten war, von einer Frau verführt worden sei, die sich später als Succubus herausstellte. Sie habe ihn mit dem Tod bedroht, wenn er nicht Gott verleugnete. Er bekam den Hexen-Namen Krix und den Familiennamen Füchsin. Zu diesem Zeitpunkt hätten sich einige Stadtbewohner ebenfalls als Verbündete des Teufels zu erkennen gegeben und ihm gratuliert. Von da an sei er regelmäßig auf einem riesigen, schwarzen, geflügelten Hund zum Hexensabbath geritten. Er habe eine Schwarze Messe besucht, auf welcher der Beelzebub erschienen sei. Obwohl ihm andere Hexen und Dämonen befohlen hätten, in ihrem Namen ein Kind zu töten, und ihn geschlagen hätten, habe er dieses Opfer nicht vollbracht. Er gab zu, sein Pferd geopfert zu haben und die Hostie entweiht zu haben. Sein Geständnis erinnert in mehreren Punkten an das Geständnis von Walpurga Hausmännin aus dem Jahr 1587, zum Beispiel an die Taufe auf einen Hexennamen und an das Verschwinden des Succubus, wenn der Name Gottes genannt wird.
Das Verhörprotokoll wird heute unter der Signatur RB.Msc.148/299 als Teil der Bamberger Hexenprozessakten in der Staatsbibliothek Bamberg aufbewahrt.

### Brief des Johannes Junius an seine Tochter Veronika
In einem letzten Brief an seine Tochter Veronika beschrieb Junius die Aussichtslosigkeit seiner Situation: „Vnschuldig bin ich in daß gefengnus kommen, vnschuldig bin ich gemarttert worden, vnschuldig muß ich sterben, dan wer in daß hauß kompt, der müß ein drutner werden oder wirdt so lang gemarttert, biß daß er etwas auß seinem kopff erdichten mus, vnd sich erst, daß got erbarme, vf etwas bedencken. [...] Nun weiß gott Im himmel, daß ich das geringste niht kan noch weyß, [ich] Sterbe also vnschuldig vnd wie ein Merterer. [...] Ich bitte dich vmb daß jungste gerichts willen: halt daß schreiben in gutter hut Vnd bet fur mich als dein vatter fur ein rechten Merterer. Nach meinem todt thue, waß du will[st], Doch hutte dich, das du daß schreiben niht lautbar machest. [...] Darfst kundlich fur mich schweren, daß ich kein trudtner, sonder ein merterer bin vnd sterb darmit. Zu tausent guter nacht, dan Dein vatter Johannes Junius siehet dich nimmermehr. 24. Julij anno 1628“.
Der Brief befindet sich heute unter der Signatur RB.Msc.148/300 in der Staatsbibliothek Bamberg.